# علم الحركة (فيزياء)
الحركيات أو علم الحركة أو الدَّفْعِيََة أو الكينتيكا (بالإنجليزية: Kinetics)‏ في الهندسة والفيزياء يعبر هذا المفهوم عن فرع من الميكانيكا الكلاسيكية يختص بالعلاقة بين حركة الأجسام وسببها أي القوة وعزم الدوران. ومنذ منتصف القرن العشرين حل مصطلح «علم التحريك (الديناميكا)» (أو «الديناميكا التحليلية») بشكل كبير محل مصطلح «علم الحركة» في كتب الفيزياء، لكن مصطلح «علم الحركة» لا يزال مستخدما في الهندسة.

## هوامش